# Ipotesi del ciclo vitale
L'ipotesi del ciclo vitale o life-cycle hypothesis elaborata da Franco Modigliani afferma che l'individuo nel corso della sua vita punta a massimizzare la somma delle utilità del consumo sotto il vincolo delle risorse di cui il consumatore dispone durante la sua vita (un esempio: un consumatore tenderà a risparmiare da giovane per poter poi aumentare i propri consumi da vecchio).
Si ipotizza inoltre che il consumatore cercherà di consumare le proprie sostanze a un tasso stabile nel tempo, con la conseguenza che la dimensione del risparmio in un anno dipenderà dalla variazione del reddito di quell'anno intorno al valore medio delle risorse disponibili.
La novità di questa ipotesi è che il consumo e il risparmio di un periodo non dipendono dal reddito di quel periodo, ma dal reddito vitale, vale a dire dall'insieme del reddito disponibile nel corso della vita.

## Implicazioni di politica monetaria
La teoria del ciclo vitale può essere utilizzata per spiegare uno dei canali di trasmissione della politica monetaria che agisce tramite le variazioni dei prezzi delle azioni. Infatti, una politica monetaria restrittiva, facendo aumentare i tassi di interesse, provoca un aumento della domanda di obbligazioni ed una parallela contrazione della domanda di azioni, il cui prezzo calerà. Dunque, poiché le azioni sono una delle componenti principali della ricchezza finanziaria degli individui, essi vedendo la propria ricchezza attuale ridursi ridurranno i consumi.